# استانداری خراسان رضوی
استانداری خراسان رضوی یک نهاد مرتبط سازمان امور اداری کشور و نمایندهٔ دولت جمهوری اسلامی ایران در استان خراسان رضوی است که در شهر مشهد واقع شده است.

## پیشینه
در سال ۱۳۱۶ بر اساس قانون تقسیمات کشوری، کشور ایران به ۱۰ استان تقسیم شد که خراسان تحت عنوان استان نهم قرار گرفت.
در سال ۱۳۸۳ قانون تقسیم استان خراسان به سه استان تصویب شد و استان‌های خراسان رضوی، خراسان جنوبی و خراسان شمالی ایجاد شدند.

## مدیریت
استان خراسان رضوی دارای ۳۴ شهرستان و ۸۳ بخش است. همچنین در شهرستان‌های تربت حیدریه، سبزوار و نیشابور، فرمانداری ویژه ایجاد شده است.

### فرمانداری‌ها
- فرمانداری باخرز
- فرمانداری بجستان
- فرمانداری بردسکن
- فرمانداری تایباد
- فرمانداری تربت جام
- فرمانداری تربت حیدریه
- فرمانداری جغتای
- فرمانداری جوین
- فرمانداری چناران
- فرمانداری خلیل‌آباد
- فرمانداری خواف
- فرمانداری خوشاب
- فرمانداری داورزن
- فرمانداری درگز
- فرمانداری رشتخوار
- فرمانداری زاوه
- فرمانداری زبرخان
- فرمانداری سبزوار
- فرمانداری سرخس
- فرمانداری ششتمد
- فرمانداری صالح‌آباد
- فرمانداری فریمان
- فرمانداری فیروزه
- فرمانداری قوچان
- فرمانداری طرقبه شاندیز
- فرمانداری کاشمر
- فرمانداری کلات
- فرمانداری کوهسرخ
- فرمانداری گلبهار
- فرمانداری گناباد
- فرمانداری مشهد
- فرمانداری مه‌ولات
- فرمانداری میان‌جلگه
- فرمانداری نیشابور

### ساختار داخلی
- حوزه استاندار
  - دفتر استاندار
  - اداره‌کل حراست
  - اداره‌کل مدیریت بحران
  - هسته گزینش
  - اداره‌کل روابط عمومی
  - دفتر زنان و خانواده
  - دفتر مدیریت عملکرد، بازرسی و امور حقوقی
  - پایگاه مقاومت بسیج
- معاونت توسعه مدیریت و منابع
  - دفتر معاون توسعه مدیریت و منابع
  - اداره‌کل امور اداری و مالی
  - دفتر برنامه‌ریزی، بودجه و تحول اداری
  - مدیریت فناوری اطلاعات، امنیت فضای مجازی و شبکه دولت
- معاونت هماهنگی امور اقتصادی
  - دفتر معاون هماهنگی امور اقتصادی
  - دفتر هماهنگی امور اقتصادی
  - دفتر هماهنگی امور سرمایه‌گذاری و اشتغال
  - دفتر بازارچه‌های مرزی
- معاونت سیاسی، امنیتی و اجتماعی
  - دفتر معاون سیاسی، امنیتی و اجتماعی
  - دفتر سیاسی، انتخابات و تقسیمات کشوری
  - دفتر امور اجتماعی و فرهنگی
  - دفتر امنیتی و انتظامی
  - اداره‌کل پدافند غیرعامل
  - اداره‌کل امور اتباع و مهاجرین خارجی
  - دبیرخانه کمیسیون نظارت بر مبارزه با قاچاق کالا و ارز
  - دبیرخانه شورای هماهنگی مبارزه با مواد مخدر
- معاونت هماهنگی امور عمرانی
  - دفتر معاون هماهنگی امور عمرانی
  - دفتر امور روستایی و شوراها
  - دفتر امور شهری و شوراها
  - دفتر فنی
  - مدیریت حمل‌ونقل و ترافیک و دبیرخانه شورای همتا
- معاونت فرهنگی، اجتماعی و زیارت
  - دفتر معاون فرهنگی، اجتماعی و زیارت
  - اداره‌کل امور اجتماعی و فرهنگی
  - اداره‌کل هماهنگی امور فرهنگی زائرین
  - اداره‌کل هماهنگی امور رفاهی زائرین[۴]